# Cédric Kipré
Cédric Kipré (* 9. Dezember 1996 in Paris, Frankreich) ist ein französisch-ivorischer Fußballspieler, der bei Stade Reims unter Vertrag steht.

## Karriere
Cédric Kipré wurde als Sohn von ivorischen Eltern in der französischen Hauptstadt Paris geboren. Im Jahr 2014 wechselte er für 70.000 £ von Paris Saint-Germain in die U-18 Mannschaft von Leicester City. Für den englischen Verein spielte er bis zu der U-23 Altersklasse in der Premier Academy League und im FA Youth Cup. Danach war er in der Premier Reserve League aktiv. Im September 2016 folgte eine Leihe über einen Monat zu Corby Town in die National League North. Im Juli 2017 wechselte der 20-Jährige zum schottischen Erstligisten FC Motherwell, nachdem er erfolgreich ein Probetraining absolviert hatte. Für den Verein gab er sein Profidebüt im Schottischen Ligapokal gegen den FC Queen’s Park am 15. Juli 2017. Bereits ein Jahr später wechselte er zurück nach England zu Wigan Athletic.
Im September 2020 wechselte er zu West Bromwich Albion in der Premier League und unterschrieb dort einen Vertrag mit einer Laufzeit bis Sommer 2025. Bis Ende Januar 2021 bestritt er für West Brom lediglich ein Spiel im Ligapokal und zwei FA-Pokalspiele, wurde in der Liga jedoch nicht eingesetzt. Anfang Februar 2021 wurde er am letzten Tag des Wintertransferfensters an den belgischen Erstdivisionär Sporting Charleroi verliehen, für den er fünf Spiele in der Division 1A 2020/21 bestritt.
Mitte Juli 2022 wechselte der 25-Jährige auf Leihbasis für die gesamte EFL Championship 2022/23 zu Cardiff City. Nach einer weiteren Saison bei West Bromwich wechselte Kipré im Sommer 2024 zu Stade Reims.